# Balázs János (nyelvész, 1907–1989)
Balázs János (Nagyszeben, 1907. szeptember 3. – 1989. november 29.) magyar nyelvész, tankönyvíró.

## Életútja
Középiskolát Nagyszebenben, Gyulafehérváron és a kolozsvári református kollégiumban végzett, a kolozsvári Ferdinand-egyetemen a román és magyar nyelv és irodalom szakon szerzett tanári képesítést. 1929-től a nagyenyedi Bethlen Gábor Kollégiumban, 1933-tól a kolozsvári református kollégiumban, 1948-tól a Brassai Sámuel Líceumban tanított, 1949-től a Bolyai, majd a Babeș–Bolyai Tudományegyetem nyelvtudományi karán működött, 1952-től nyugalomba vonulásáig egyetemi előadótanár volt.
1949-ben Szabédi Lászlóval közösen szerkesztett magyar irodalmi olvasókönyvet, társszerzője a magyar tannyelvű iskolák számára kiadott román nyelvkönyveknek.
Helyesen románul című kiadványról a következőket írták 2008-ban: „Két évtized után, 1960-ban újra igényes román nyelvtan Bukarestben látott napvilágot.  A három kolozsvári nyelvész, Ádám Zsigmond, Balázs János és Balázs László máig használható kézikönyvet írt. Erről Emil Petrovici, akadémikus joggal írhatta az előszóban, hogy ez a munka «a nyelvkönyv és a nyelvtan között áll», ugyanis a román nyelvtan törvényszerűségeit magyarul magyarázza, példák, gyakorlatok és fordítások révén segíti az elméleti ismeretek alkalmazását, illetőleg a román és magyar nyelv közötti különbségek és hasonlóságok elemzését. Ezelőtt ötven évvel a román nyelvészek szerint is a kétnyelvűség kérdése megkerülhetetlen.”

## Kötete
- Helyesen románul (Ádám Zsigmonddal és Balázs Lászlóval, 1960, újabb kiadás 1962, javítva és bővítve 1971).